# Консумація (шлюб)

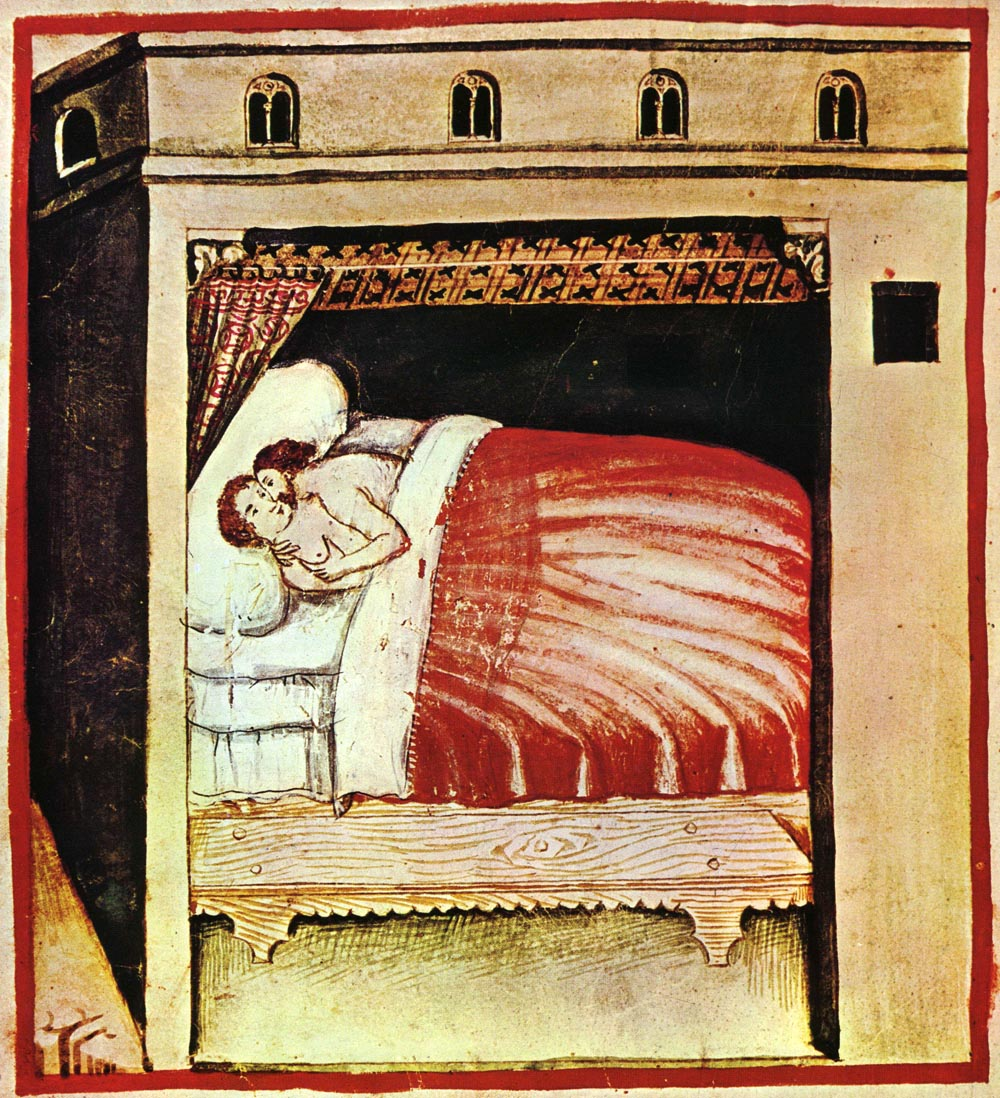
Ілюстрація з Tacuinum Sanitatis, середньовічної книги про здоровий спосіб життя.

Консумація (з лат. consummatio — «довершення») — термін з релігійного або правового контексту на позначення першого статевого акту в гетеросексуальному шлюбі. Як правило, передбачає вагінальне проникнення статевого члена. В деяких релігійних доктринах міститься додаткова вимога про відсутність контрацепції — «укладення шлюбу вважається завершеним лише тоді, коли в ході здійснення подружнього акту сперма потрапила у вагіну».
Релігійне, культурне чи юридичне значення консумації випливає з бачення, що метою шлюбу є народження нащадків чи отримання змоги мати сексуальні стосунки з партнером, або і те й інше, і відсутність консумації дозволяє розглядати шлюбну церемонію незавершеною, або такою, яку можна скасувати. Таким чином, у деяких правових системах шлюб може бути анульований, якщо консумація не відбулась. Важливість консумації призвела до появи різноманітних ритуалів.